# Guy de Luxembourg-Ligny
Pour les articles homonymes, voir Roussy.
Guy de Luxembourg, né en 1340, mort le 23 août 1371, fut comte de Saint-Pol de 1360 à 1371 et comte de Ligny, seigneur de Roussy, de Beaurevoir, de Richebourg et d'Ailly de 1364 à 1371. Il était fils de Jean Ier, seigneur de Ligny, et d'Alix de Dampierre-Flandre-Termonde, dame de Richebourg et d'Ailly (petite-fille de Guillaume de Termonde, lui-même fils et frère des comtes de Flandre Guy et Robert III).

## Union et postérité
Il épousa en 1354 Mahaut de Châtillon (° 1335 † 1378), comtesse de Saint-Pol, fille de Jean de Châtillon, comte de Saint-Pol et de Jeanne de Fiennes, et eut :
- Waléran III (° 1356 † 1415), comte de Ligny et de Saint-Pol, Grand bouteiller et connétable de France. Par sa fille Jeanne de Luxembourg, femme d'Antoine de Bourgogne, la succession de St-Pol et de Ligny passe à son petit-fils Philippe de Bourgogne jusqu'en 1430. Son fils naturel est l'amiral Jean Hennequin, sire d'Ailly ;
- Pierre (° 1369 † 1387), évêque de Metz et cardinal, béatifié en 1527 ;
- Margarette (Marguerite), épousa en 1377 Pierre d'Enghien, comte de Lecce et seigneur de Castro, décédé en 1384 ; puis le 8 mars 1396, en secondes noces Jean III seigneur de Werchin et Cysoing, décédé le 25 octobre 1415 à la Bataille d'Azincourt[1] ;
- Jean de Beaurevoir (° 1370 † 1397), seigneur de Beaurevoir, et par son mariage avec Marguerite d'Enghien, comte de Brienne et de Conversano. Il est l'auteur de la branche qui continue les comtes de Saint-Pol et de Ligny à partir de 1430 : père de Pierre de Luxembourg, comte de Saint-Pol (père du connétable Louis), et de Jean II de Luxembourg, comte de Ligny ;
- André († 1396), évêque de Cambrai ;
- Marie, mariée à Jean II de Condé, sgr. de Morialmé et de Bailleul († 1391) ; puis à Simon II († 1397), comte de Salm (en Vosges) ;
- Jeanne († 1430), comtesse de Ligny et de Saint-Pol en 1430 ;
- selon le Père Anselme, cité par MedLands : autre Jeanne , première femme de Guy VIII de La Rochefoucauld ;
- selon le Père Anselme, cité par MedLands et par les Mémoires de la Société des Sciences de Lille, 1873, p. 175 : un fils naturel, Jean Cavelus († 1403), alias le bâtard de Ligny, sire du Forest et du Bo(i)s par sa femme Jeanne d'Encre ou d'Esne) († 1432), d'où Marguerite de Luxembourg, femme 1° de Raoul Cassinel (cf. Racines&Histoire, p. 4, dont Jeanne Cassinel, x 1° de Robert de Laire de Cornillon, et 2° Jacques de Lavieu de Chalain et Feugerolles), puis 2° Guillaume de Tilly-Chambois.

Le 22 août 1371 il participa à la Bataille de Baesweiler (actuellement en Allemagne), un conflit entre le duché de Brabant (sous Venceslas Ier de Luxembourg, époux de Jeanne de Brabant, et cousin lointain de Guy) d'une part et les duchés de Juliers et Gueldre d'autre part. Le chroniqueur Jean de Boendaele (Jan van Boendale) dans ses « Gestes du Brabant » (Brabantsche Yeesten) mentionne qu'il y était blessé et abandonné sur le champ de bataille. Le lendemain, un pilleur le trouva criant au secours et l'assassina. Le pilleur, essayant de monnayer son fait d'armes chez le vainqueur, a été pendu.
Son nom vient du fait qu'il était un descendant de 4e génération de Henri V, comte de Luxembourg, appartenant donc à la branche française de la maison de Luxembourg.